# U Cancri
U Cancri är en pulserande variabel av Mira Ceti-typ  i stjärnbilden Kräftan.
Stjärnan varierar mellan magnitud +8,5 och 15,5 med en period av 306 dygn.